# Hausberg (Fränkische Alb)
Der Hausberg ist eine 582,2 m ü. NHN hohe, bewaldete Erhebung des Höhenzugs Hahnenkamm, einem Teil des Mittelgebirges Fränkische Alb, im mittelfränkischen Landkreis Weißenburg-Gunzenhausen (Bayern).

## Geographie

### Lage
Der Hausberg liegt im Naturpark Altmühltal direkt östlich von Siebeneichhöfe, einem Gemeindeteil von Treuchtlingen, etwa auf halber Strecke zwischen Möhren und Döckingen. Etwas entfernt liegen mit Freihardt im Norden sowie Ober- und Unterheumödern im Nordosten weitere Gemeindeteile von Treuchtlingen. Etwa 600 m westlich des Gipfels verläuft die Grenze zum schwäbischen Landkreis Donau-Ries mit der dortigen Gemeinde Wolferstadt.
Nordöstlich des Hausbergs liegen der Kirschbühl und der Moselstein mit der jenseits beider Erhebungen fließenden Rohrach. Im Südwesten erhebt sich der Uhlberg, und ein Südsüdwestausläufer des Hausbergs ist der Kühberg.

### Naturschutz
Auf dem Hausberg, der sich im Waldgebiet Grottenhof erhebt, liegen Teile des Landschaftsschutzgebiets Schutzzone im Naturpark Altmühltal (CDDA-Nr. 396115; 1995 ausgewiesen; 1632,9606 km² groß).

### Naturräumliche Zuordnung
Der Hausberg gehört in der naturräumlichen Haupteinheitengruppe Fränkische Alb (Nr. 08), in der Haupteinheit Südliche Frankenalb (082) und der Untereinheit Altmühlalb (082.2) zum Naturraum Hahnenkammalb (082.20).